# Santi di Tito
Santi di Tito (Firenze, 5 dicembre 1536 – Firenze, 25 luglio 1603) è stato un pittore e architetto italiano. Fu una delle personalità più influenti della pittura fiorentina (e toscana) della seconda metà del Cinquecento.

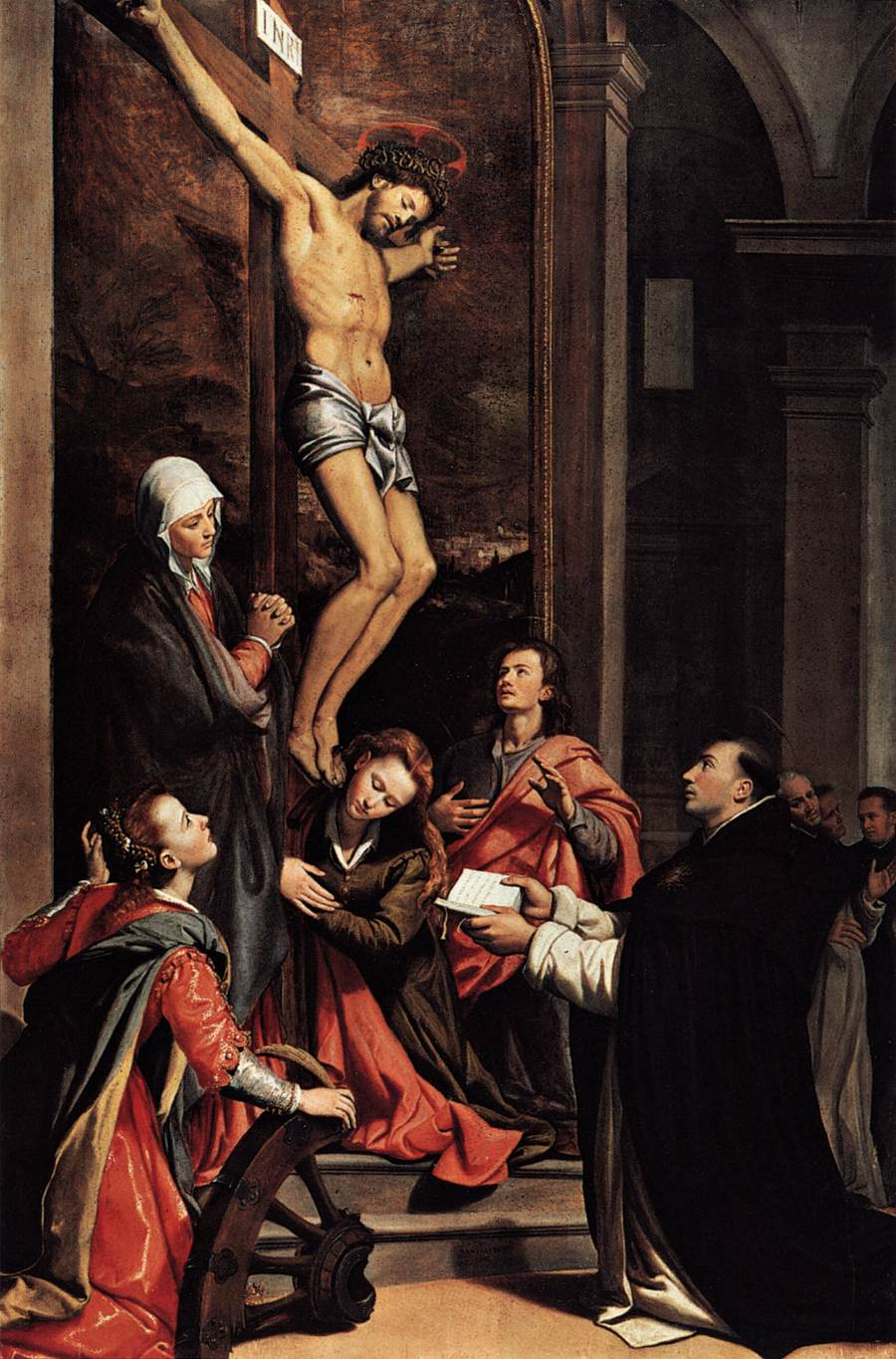
Visione di san Tommaso d'Aquino, museo di San Marco, Firenze

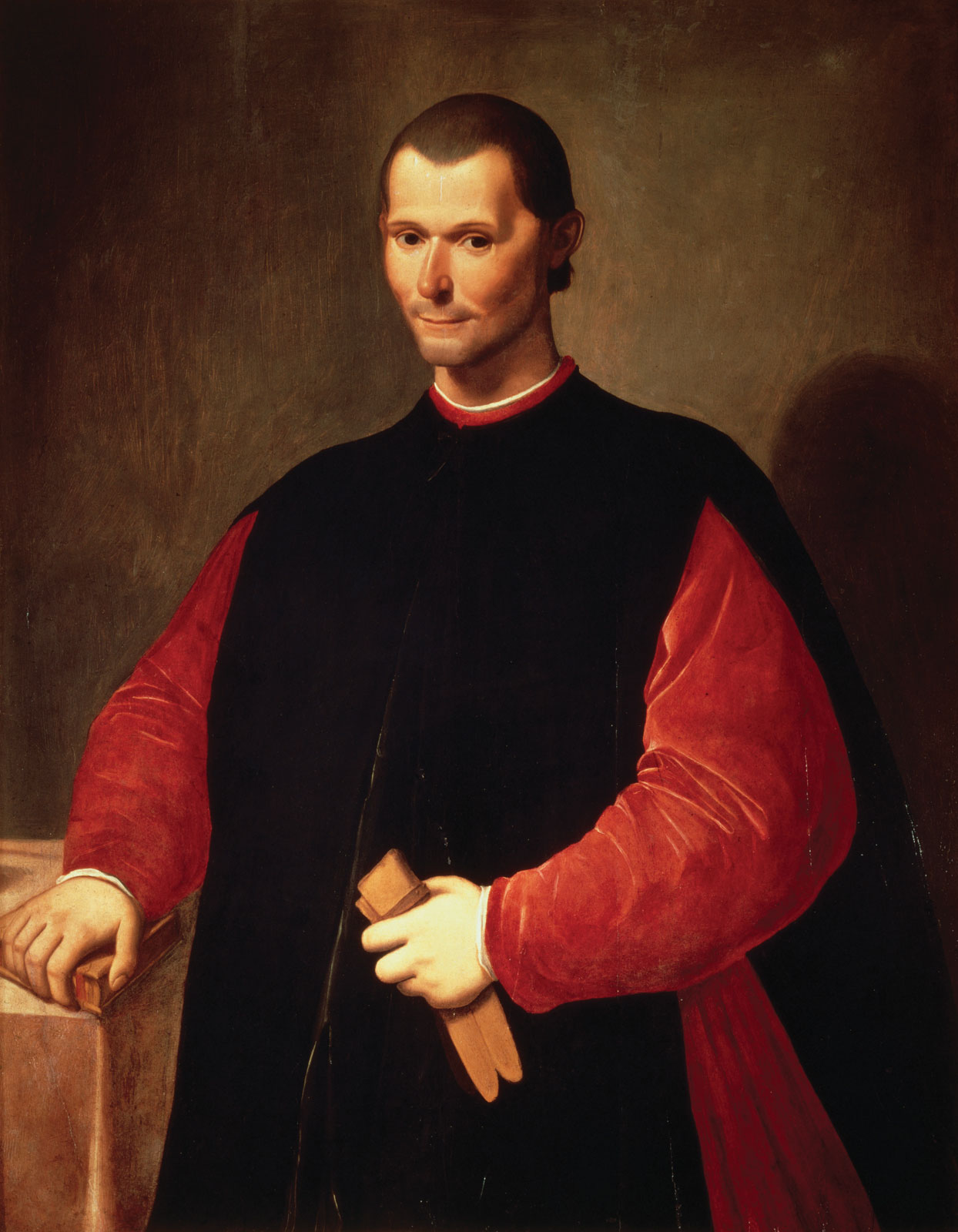
Ritratto di Niccolò Machiavelli, Palazzo Vecchio

Suo figlio Tiberio Titi fu pure un apprezzato pittore, specializzato in ritratti di corte formali.

## Biografia
Nacque a Firenze nel popolo di San Michele Visdomini da Tito di Santi di Bartolomeo, velettaio originario di Borgo San Sepolcro, e da Maria d’Andrea di Benaccio.

### Pittore
Si formò a Firenze alla bottega di Sebastiano da Montecarlo e fu in contatto anche con Agnolo Bronzino e con Baccio Bandinelli. Si iscrisse alla compagnia di San Luca nel 1554, ma della sua produzione giovanile si sa poco, anche perché la sua personalità pittorica inizia ad emergere solo dopo un viaggio a Roma dal 1558 al 1564, dove poté accostarsi al classicismo dei seguaci di Raffaello. Nella città dei papi iniziò così a lavorare nelle imprese decorative più importanti del momento, come a palazzo Salviati (1559), al Belvedere nei Palazzi Vaticani con Niccolò Circignani (1561-1562), alla Casina di Pio IV accanto a Federico Zuccari (1561-1565).
Il contatto con gli Zuccari fu fondamentale per elaborare una riforma antimanieristica, che tornato a Firenze propose con decisione e che lasciò una forte impronta nell'ambiente artistico locale. Accolto dalla corte medicea e partecipò attivamente alla vita dell'Accademia di San Luca, preparando per esempio gli apparati per le esequie funebri di Michelangelo e poi affrescando la Costruzione del Tempio di Salomone nella cappella della compagnia nella Santissima Annunziata.
Le prime opere di questa fase mostrano ancora le convenzioni pittoriche tipiche della maniera romana, come nella Resurrezione in Santa Croce (1565), anche se presto il pittore operò una semplificazione dello stile con un recupero della semplicità compositiva e della sobrietà del primo Cinquecento fiorentino, unito a un'intensa e devota religiosità, ben si adattava ai dettami della Controriforma. Mantenne questa sua forma di "purismo" fino alle opere più tarde, e influenzando la pittura fiorentina almeno fino all'arrivo in città di Pietro da Cortona.
Lavorò anche nello studiolo di Francesco I, dove le sue pitture risentono di queste sue scelte formali, manifeste anche in una serie di pale da altare in diverse chiese fiorentine: la Resurrezione di Lazzaro in Santa Maria Novella (1576), il Martirio di santo Stefano nella chiesa dei Santi Gervasio e Protasio (1579), il Cristo nell'Orto degli Ulivi in Santa Maria Maddalena dei Pazzi (1591), la Visione di san Tommaso d'Aquino in San Marco (1593) e l'Annunciazione sempre in Santa Maria Novella (1603). A testimoniare la sua fama, opere sue si trovano anche fuori Firenze e la Toscana, ad esempio a Città di Castello (Imposizione delle mani da parte di san Pietro e san Giovanni, pinacoteca comunale) o a Forlì (San Mercuriale, abbazia di San Mercuriale).

### Architetto

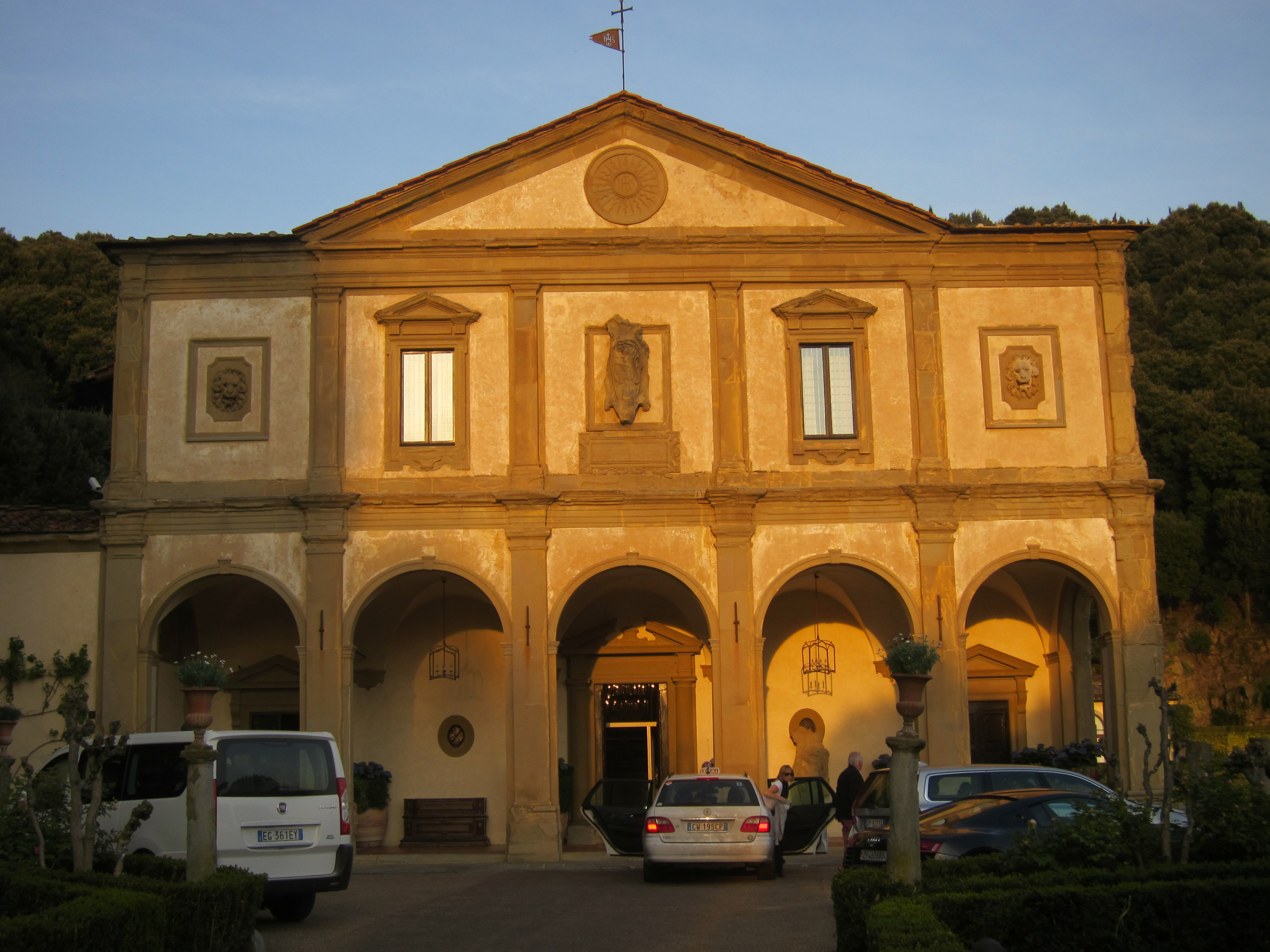
Villa San Michele a Doccia

Come architetto adottò un analogo linguaggio esplicitamente antimanieristico, come si legge nell'oratorio della confraternita di San Tommaso d'Aquino (1568-1569, poi molto alterato), nel palazzo Dardinelli-Fenzi, a palazzo Zanchini-Corbinelli (1583 circa). Altri suoi lavori sono la Cappella di San Michele a Petrognano (1591, che riproduce in piccolo la cupola del Brunelleschi), il convento di San Michele a Doccia (1599), villa Le Corti, la scalinata di palazzo Nonfinito, la Villa di Motrone (o Palagio degli Spini, a Peretola), o la sua casa-palazzo in via delle Ruote a Firenze.